# Supercopa Ibérica de balonmano 2022
La Supercopa Ibérica de balonmano masculino 2022 es la primera edición de esta competición, celebrada el 17 y 18 de diciembre en el Pabellón de Ciudad Jardín de Málaga, que enfrentó a los dos mejores equipos clasificados de la competición española y la portuguesa. Sustituye a la competición local Supercopa de España de balonmano, que deja de celebrarse en el año 2022.

## Sistema de competición
En la I Supercopa Ibérica del 2022 se enfrentaron el Futbol Club Barcelona y el Fraikin Granollers, como representantes del balonmano español y, como representantes de Portugal, compitieron el Oporto y el Sporting CP.

## Resultados
|  | Semifinales      | Semifinales     |                 |    | Final | Final |
|  |                  |                 |                 |    |       |       |
|  | 17 de diciembre  |                 |                 |    |       |       |
|  |                  |                 |                 |    |       |       |
|  | C. B. Granollers | 30              |                 |    |       |       |
|  | C. B. Granollers | 30              | 18 de diciembre |    |       |       |
|  | F. C. Oporto     | 46              |                 |    |       |       |
|  | F. C. Oporto     | 46              | F. C. Oporto    | 24 |       |       |
|  | 17 de diciembre  |                 | F. C. Oporto    | 24 |       |       |
|  |                  | F. C. Barcelona | 32              |    |       |       |
|  | F. C. Barcelona  | F. C. Barcelona | 32              | 37 |       |       |
|  | F. C. Barcelona  |                 |                 | 37 |       |       |
|  | Sporting CP      | 34              |                 |    |       |       |
|  | Sporting CP      | 34              | 3º Puesto       |    |       |       |
|  |                  |                 |                 |    |       |       |
|  | 18 de diciembre  |                 |                 |    |       |       |
|  |                  |                 |                 |    |       |       |
|  | C. B. Granollers | 40 (p)          |                 |    |       |       |
|  | C. B. Granollers | 40 (p)          |                 |    |       |       |
|  | Sporting CP      | 38              |                 |    |       |       |

| Bandera de España                 |
| Campeón F. C. Barcelona 1º título |

### Semifinales
| Fecha | Hora  | Partido          | Partido | Partido      | Resultado |
| ----- | ----- | ---------------- | ------- | ------------ | --------- |
| 17.12 | 16:45 | C. B. Granollers | -       | F. C. Oporto | 30-46     |
| 17.12 | 19:00 | F. C. Barcelona  | -       | Sporting CP  | 37-34     |

### Tercer y cuarto puesto
| Fecha | Hora  | Partido          | Partido | Partido     | Resultado |
| ----- | ----- | ---------------- | ------- | ----------- | --------- |
| 18.12 | 15:45 | C. B. Granollers | -       | Sporting CP | 40-38 (p) |

### Final
| Fecha | Hora  | Partido      | Partido | Partido         | Resultado |
| ----- | ----- | ------------ | ------- | --------------- | --------- |
| 18.12 | 18:00 | F. C. Oporto | -       | F. C. Barcelona | 24-32     |